# Aspidifrontia
Aspidifrontia is een geslacht van vlinders van de familie Uilen (Noctuidae), uit de onderfamilie Hadeninae.

## Soorten
- A. anomala Berio, 1955
- A. axylides (Hampson, 1902)
- A. berhauti Laporte, 1972
- A. berioi Hacker & Hausmann, 2010
- A. biarcuata Berio, 1964
- A. binagwahoi Laporte, 1978
- A. bussindii Berio, 1937
- A. cinerea Berio, 1966
- A. contrastata Prout A. E., 1921
- A. corticea (Hampson, 1910)
- A. glaucescens Hampson, 1905
- A. hemileuca (Hampson, 1909)
- A. lamtoensis Laporte, 1974
- A. oblata Berio, 1973
- A. pallidula Hacker & Hausmann, 2010
- A. pulverea Hampson, 1913
- A. radiata Hampson, 1905

- A. rufescens Hampson, 1902
- A. sagitta Berio, 1964
- A. semiarcuata Berio, 1973
- A. semipallida Hampson, 1902
- A. senegalensis Berio, 1966
- A. tanganyikae Berio, 1964
- A. tanganykae Berio, 1964
- A. ungemachi Laporte, 1978
- A. villiersi (Laporte, 1972)